# Richard Wolf (Politiker, 1888)
Richard Wolf (* 3. Jänner 1888 in Neuhaus am Klausenbach; † 19. März 1953 in Graz) war ein österreichischer Politiker (SPÖ) und Stadtschulrat. Er war Abgeordneter zum Österreichischen Nationalrat und Abgeordneter zum Steiermärkischen Landtag.

## Leben
Wolf legte 1907 die Matura ab und absolvierte die Lehrerbildungsanstalt in Graz. Er arbeitete als Landlehrer und wurde 1919 Hauptschullehrer in Graz. Auf Grund seines politischen Engagements wurde Wolf 1934 aus dem Schuldienst entlassen und pensioniert, 1939 wurde er wieder als Hauptschullehrer angestellt. Er wurde in der Folge Hauptschuldirektor und in späterer Folge Stadtschulrat. 
Wolf trat 1917 der Sozialdemokratischen Partei bei und engagierte sich als Vorstand der Freien Lehrergewerkschaft. Er war von 1921 bis 1934 Abgeordneter zum Steiermärkischen Landtag und vertrat die SPÖ zwischen dem 19. Dezember 1945 und dem 8. November 1949 im Nationalrat.